# Thomonde (kommun)
Thomonde är en kommun i Haiti.   Den ligger i departementet Centre, i den centrala delen av landet, 60 km nordost om huvudstaden Port-au-Prince.